# Hans Beisswenger
Hans « Beisser » Beisswenger (typographié Hans Beißwenger à l'époque), né le 8 novembre 1916 à Schwäbisch Hall et mort le 6 mars 1943 vers Staraïa Roussa, est un pilote de chasse allemand.
Il est crédité de 152 victoires pendant la Seconde Guerre mondiale, quasi-intégralement sur le Front de l'Est. Il meurt lors du crash de son avion après avoir été percuté volontairement par un as soviétique, Ivan Kholodov.
Il est titulaire de la croix de chevalier de la croix de fer avec feuilles de chêne.